# Luis Barragánhuis en -studio
Het Luis Barragánhuis en -studio (Spaans: Casa Barragán) is de voormalige woon- en werkplaats van de Mexicaanse architect Luis Barragán. Het staat sinds 2004 op de lijst van Werelderfgoed van de UNESCO.
Luis Barragán liet het huis bouwen in 1947/1948 in Tacubaya, een wijk in het westen van Mexico-Stad. Het geldt als buitengewoon voorbeeld van Barragáns creativiteit in de periode na de Tweede Wereldoorlog. Het betonnen gebouw bestaat uit een begane grond met twee verdiepingen, die op een kleine privétuin uitkijken.
Agavelandschap en oude industriële faciliteiten van Tequila · Hydraulisch systeem van het aquaduct van Padre Tembleque · Oude Mayastad en beschermde tropische regenwouden van Calakmul, Campeche · Historische versterkte stad Campeche · Precolumbiaanse stad Chichén Itzá · Centrale Universiteitsstadscampus van de Nationale Autonome Universiteit van Mexico · Biosfeerreservaat El Pinacate y Gran Desierto de Altar · El Camino Real de Tierra Adentro · Precolumbiaanse stad El Tajín · Franciscaanse missieposten in de Sierra Gorda van Queretaro  · Historische stad Guanajuato en aangrenzende mijnen · Hospicio Cabañas, Guadalajara · Eilanden en beschermde gebieden in de Golf van Californië · Luis Barragánhuis en -studio · Historisch Centrum van Mexico-Stad en Xochimilco · Vroeg-16e-eeuwse kloosters op de hellingen van de Popocatépetl · Historisch centrum van Morelia · Historisch centrum van Oaxaca en Monte Albán · Precolumbiaanse stad en nationaal park Palenque · Archeologische zone van Paquimé, Casas Grandes · Historisch centrum van Puebla · Historische monumentenzone van Querétaro · Revillagigedo-archipel · Biosfeerreservaat van de monarchvlinder · Rotstekeningen van de Sierra de San Francisco · Beschermde stad San Miguel en het Heiligdom van Jesús de Nazareno de Atotonilco · Sian Ka'an · Precolumbiaanse stad Teotihuacan · Historische monumentenzone van Tlacotalpan · Precolumbiaanse stad Uxmal · Walvisreservaat van El Vizcaíno · Archeologische monumentenzone van Xochicalco · Historisch centrum van Zacatecas · Tehuacán-Cuicatlánvallei: oorspronkelijke habitat van Mesoamerika
- Gemeinsame Normdatei: 6529270-4
- Library of Congress Control Number: nr2004033687
- Nationale Bibliotheek van Israël: 987011549271005171
- Système universitaire de documentation: 137121148
- Virtual International Authority File: 135946674